# Julij Slapšak
Julij Slapšak, slovenski mladinski pisatelj, učitelj in publicist, * 2. marec 1874 Rogačice, † 8. september 1951, Ljubljana.

## Življenjepis
Slapšak je po učiteljišču, ki ga je končal leta 1894 v Ljubljani poučeval po raznih krajih. Poleg mladinske proze je pisal tudi pedagoške in druge strokovne članke v katerih je obravnaval teme o čebelarstvu, šolstvu, gasilstvu in alkoholizmu. Poučeval je v Trebelnem, Lešah, Vodicah (1902-1911), Radovljici in več ljubljanskih šolah, nazadnje je bil ravnatelj osnovne šole na Prulah.

## Literarno delo
Slapšak je pisal predvsem mladinsko prozo in jo objavljal v Angelčku, Vrtcu in Zvončku. Med njegovimi bolj izdelanimi besedili je zgodovinska povest Turki pred svetim Tilnom (1910). V Spisih Mišjakovega Julčka (1909 do 1913) je v šestih zvezkih zbral 31 krajših in daljših vsebinsko različnih besedil v katerih so obravnavane naravna in življenjska vprašanja ter podobe iz narave.